# دونالد شو
دونالد شو (بالإنجليزية: Donald Shaw)‏ هو كاتب أمريكي، ولد في 11 فبراير 1930، وتوفي في 30 يناير 2017.